# Westmalle
Øllet Westmalle bliver brygget på klosteret Abdij Onze-Lieve-Vrouw van het heilig hart (Vor Frue Kloster af det hellige hjerte), der ligger omkring 20 km fra Antwerpen. Det er et trappistkloster, der i 1865 begyndte at sælge øl til omverdenen. Klosteret producerer 120.000 hl om året, og udover øl produceres der ost og mælk.

## Øltyper fra Westmalle
Billeder af øltyper fra Westmalle:
- Westmalle Tripel, både det gamle design til venstre og det nye design til højre.
- Westmalle Dubbel, igen det gamle design til venstre og det nye design til højre.

## Alkoholstyrke etc.
- Dubbel 7 % ABV, ca. 25 IBU
- Tripel 9,5 % ABV, 40 IBU, 12-13 EBC
- Extra 5 % ABV, Dette er den øl munkene drikker til dagligt på klosteret, derfor den lave ABV[3]

## Eksterne links
- Klosterets hjemmeside

51°17′8.02″N 4°39′28.01″Ø / 51.2855611°N 4.6577806°Ø